# Рамон дел Валие-Инклан
Рамон Мария дел Валие-Инклан (на испански: Ramón María del Valle-Inclán), псевдоним на Рамон Хосе Симон Валие Пеня, е испански романист, драматург и поет. Той традиционно се нарежда сред първите испански модернисти и е част от прочутото Поколение на 98-а. Заедно с Мигел де Унамуно, Антонио и Мануел Мачадо, Хосе Мартинес Руис – Асорин и Пио Бароха той се стреми да насърчи обновлението на испанската култура и надмогването на традицията на романтизма.
Известен е не само с въздействащото си, внушително по обем творчество, а и с ексцентричността си. Той насърчава разказването на анекдоти за себе си до такава степен, че по думите на Асорин и други техни съвременници „легендата“ започва да измества истинската му биография.
Водейки бохемски начин на живот, първоначално учи право и заедно с това се захваща да работи като журналист, като актьор и др. Сменя различни професии, преди в средата на 90-те години на ХІХ век да се посвети изцяло на литературното поприще.

## Биография и творчество
Рамон дел Валие-Инклан и роден на 28 октомври 1866 г. във Вилануева де Ароса, Испания. Почти нищо не се знае за детството на автора, освен че произлиза от обедняло благородническо семейство и като малък сменя различни училища. Псевдонимът му е зает от един от неговите прадеди по бащина линия, на име Франсиско дел Валие-Инклан.
През 1885 г. той започва да учи право в Университета в Сантяго, но без особен интерес. В същото време учи рисуване, а през 1888 г. е публикувана първата му литературна творба, разказът „Полунощ“. Впоследствие заедно със своя брат Карлос се увлича по журналистиката.
Дълбоко впечатление му прави посещението в университета на изтъкнатия драматург Хосе Сориля, прекарал единадесет години в Мексико, и постепенно се насочва към писателската кариера. През 1890 г. умира баща му и въпреки недостига от средства бъдещият автор решава да се премести в Мадрид и да започне там нов живот сред младежките компании и артистичните групи по кафенетата, започвайки да води нескончаем живот на бохем. Работи най-вече като журналист, въпреки че публикува и художествени произведения, и рядко се радва на стабилно препитание.
През 1892 г. пътува за първи път до Мексико, където остава близо година и се занимава предимно с журналистика, макар и постепенно да разширява и заниманията си като преводач от италиански и френски. По време на пребиваването си в Новия свят започва да работи също по своя първи сборник с разкази „Женствени“ (1895).
След завръщането си в Испания през 1893 г. се настанява в Понтеведра и се сближава с галисийския писател Хесус Муруаис, като попада под силното влияние на новата френска и италианска естетика, главно френските символисти и италианския декадент Габриеле д'Анунцио. За първи път започва да обръща особено внимание и на представата, която изгражда за себе си в очите на околните.
През 1895 г. се връща в Мадрид като служител на Министерството на общественото образование и изящните изкуства и отново се потапя в предишния си начин на живот, сближавайки се с фигури като Хасинто Бенавенте, Франсиско Виляеспеса, Рубен Дарио, Пио Бароха, Хосе Мартинес Руис – Асорин, Алехандро Сава и др.
По време на войната за независимост на Куба (1895 – 1898) писателят застава на страната на карибската държава.
През 1897 г. излиза от печат „Епиталамий“, неговата втора книга, но материалните условия все още не го принуждават да се посвети изцяло на писателската дейност, а разнообразява проявите си като журналист с тези на театрален актьор.
На 24 юли 1899 г. при сбиване в едно мадридско кафене Валие-Инклан бива ранен и впоследствие губи лявата си ръка – счита се, че инцидентът слага край на амбициите му като актьор, но поставя началото на митичния образ на едноръкия ритор и писател, който с по-голяма лекота свързва себе си с други емблематични едноръки фигури като Мигел де Сервантес.

### 1900 – 1914
Първото по-известно и по-популярно произведение на Валие-Инклан е новелата „Есенна соната“ (1902), в която той представя своя герой и алтер его маркиз де Брадомин – това е и първата от поредица от четири новели, известни под общото заглавие „Сонати“. По същото време писателят с голяма отдаденост и преклонение работи над преводите си на португалския писател Еса де Кейрош. Следват „Лятна соната“ (1903), „Пролетна соната“ (1904) и „Зимна соната“ (1905). През 1904 г. излиза също новелата „Цвете на святостта“. С тези творби писателят използва жанровете на приключенския и на сантименталния роман, за да постави редица естетически и екзистенциални въпроси, вълнуващи авторите от неговото поколение. „Зимна соната“ е посветена на Хосефина Бланка Техерина, за която скоро след това се жени и с която ще имат шест деца.
В последващите години публикациите му зачестяват. През 1907 г. авторът започва да работи по своя новаторски драматургичен цикъл „Варварски комедии“ и излизат драмите му „Гербов орел“ (1907), „Вълчи романс“ (1908) и др. Отпечатва се и първата му стихосбирка „Легендарни ухания“. Следват антилиричните по характер „Лулата с киф“ (1919), „Пътникът“ (1920) и „Лирически ключове. Събрани стихотворения“ (1930).
През 1908 г. започва да излиза неговият първи цикъл романи, посветен на Карлистките войни, „Истории от карлистката война“, сред които са заглавията „Кръстоносци за каузата“ (1908), „Отблясъкът на кладата“ (1909) и „Отколешни грабители“ (1909) и др. Остават само като план „Знамената на краля“ и „Планинската война“. От всички тях личи съсредоточаването върху диалога и действието, както опростяването на езика и постановката, съпроводено с премахването на украшенията и претрупаността.
През 1910 г. писателят и неговата съпруга заминават с театрална трупа на шестмесечно турне в Латинска Америка, като посещават Аржентина, Чили, Парагвай, Уругвай и Боливия. След завръщането си семейството се установява за известно време в Галисия.
Периодът до 1913 г. включва и най-тясно свързаните с модернизма театрални произведения на Валие-Инклан, сред които са „Априлска приказка“ (1909), „Гласове на славна песен“ (1912) и „Маркиза Росалинда“ (1913). През 1913 г. започват да се издават събраните творби на писателя, оглавени от галисийската драма „Омагьосаният“ – темата за съдбата на Галисия ще бъде продължена в „Божии слова“ (1920). Появява се есеистичната по форма книга „Вълшебният фенер“ (1916), която впоследствие ще бъде поставена начело на неговата Opera omnia (1913).

### 1915 – 1931
Годините след началото на Първата световна война са особено трудни за писателя. Той се обявява в подкрепа на Антантата и като журналист пътува до фронта във Франция, а по време на престоя си в Париж се сближава с писателите Педро Салинас, Мануел Сихес Апарисио, Корпус Брага и др. На няколко пъти сменя местообитанието си в Испания, като от 1916 до 1919 г. преподава в Катедрата по естетика на изящните изкуства в специализираното училище по рисуване, скулптура и гравюра в Мадрид.
През 1920 г. писателят за първи път споменава понятието „есперпенто“ и година по-късно го обяснява като жанр, в който се съчетават комичното и трагичното, а образите са изкривени, отблъскващи, гротескни, абсурдни. Авторът започва и своята автобиографична по характер книга „Бохемски светлини“. Впоследствие отново се насочва към театъра и многократно и с променлив успех се опитва да утвърди позициите си в него.
През септември 1921 г. отново пътува до Мексико – този път с посредничеството на Алфонсо Рейес и по лична покана на мексиканския президент Алваро Обрегон, а на връщане през декември същата година спира в Хавана и в Ню Йорк.
След 1924 г., по време на диктатурата на Мигел Примо де Ривера, Валие-Инклан е в опозиция. Още през 1922 г. се е преместил трайно в Мадрид, където през 1925 г. към него се присъединява и семейство му.
Подир множество сборници и по-малко популярни новели (в Испания жанрът е известен като novela corta или „кратък роман“) през 1926 г. Валие-Инклан публикува романът „Тиранинът Бандерас“, който мнозина смятат за неговата най-бележита творба.
Впоследствие авторът започва да работи по цикъла си от романи „Иберийското колело“, обхващащ периода от управлението на Изабела ІІ до войната с Куба и възкачването на престола на Алфонсо ХІІ, замислен като пародия на „Националните епизоди“ от Бенито Перес Галдос, но превърнал се в едно от най-мащабните по своя замисъл произведения, предвестник на епическите търсения на Макс Ауб. От първата серия писателят успява да издаде три романа: „Дворът на чудесата“ (1927), „Да живее моят стопанин!“ (1928) и „Преимущество от саби“ (1932, незавършен). Още две серии са известни само като проекти. Първата е озаглавена „Алелуя за Славната“ и се състои от „Испания с почит“, „Трон на зверове“ и „Законници и околия“. Третата е трябвало да обхваща реставрацията на династията на Борбоните и да включва „Салоните на Алфонсо“, „Бог, родината и краля“ и „Кубинските полета“. Както при „Тиранинът Бандерас“, и тук личи подходът към повествованието от колажен тип. Мозайката от картини не следва хронологичен ред и е с крайно променлива дължина. Отново се смесват различни регистри – тези на изисканата светска реч и на разговорния език на простолюдието.
Авторът завършва и публикува сатиричните си пиеси, събрани в цикъла „Карнавален вторник“: „Костюмът на починалия“ (1926), „Рогата на дон Фриолера“ (1921) и „Дъщерята на капитана“ (1927).
Само година по-късно издава театралния си цикъл „Куклено представление за скъперничество, разврат и смърт“ пет пиеси: „Омагьосаният“ (1913), двете куклени мелодрами „Хартиената роза“ (1924) и „Главата на Кръстителя“ (1924) и двете „аута за сенки“ „Връзка“ (1926) и „Светотатство“ (1926).
През 1928 г. Валие-Инклан сключва изгоден договор с издателството „Копмания Иберо-Американа де Публикасионес“. Известно време работи с по-голяма свобода и по-осезаема икономическа стабилност – издателството му изплаща месечни вноски, но фалира през 1931 г., което отново влошава материалното му благосъстояние и дори се налага да се заеме по-сериозно с политиката. Въпреки изменчивите си, но най-трайно свързани с карлизма убеждения, той започва да се интересува и да се отнася с повече разбиране към левите идеологии и анархизма. Тъкмо това е отговорът на тогавашната социалнополитическа нестабилност, който намират почти всички млади авангардни творци от Поколението на 27-а, следващото най-влиятелно поколение след това на 98-а, и тяхното обкръжение – с твърдата увереност, че изкуството може да се превърне в коректив на реалността. Това е и тласъкът, който спомага за изострянето и актуализирането на критическия език в сатирата на Валие-Инклан, лежаща в основата на експериментите му с „есперпенто“. Още през 1929 г., когато писателят за кратко лежи в затвора заради проблематиката, засегната в пиесата му „Дъщерята на капитана“ (1927), и отказа да плати глоба, той е започнал дейно да се сближава с републиканските среди, тъй като по време лишаването си от свобода се е запознал с някои от техните лидери.
Отново през 1931 г., след отказа да бъде връчена наградата за проза „Фастенрат“, но под обществения натиск за победител в крайна сметка се счита Валие-Инклан.

### 1932 – 1936
През 1931 г. заради дългогодишните си връзки с карлистките среди писателят получава „Орденът на заточената легитимност“ (El orden de la legitimidad proscrita), а правителството на няколко пъти му предоставя възможността да заема чиновнически длъжности. Това спомага за подобряването на затрудненото му положение – то е една от причините за развода, разделил семейството му през 1932 г. Обаче сериозното и отговорно отношение на писателя към въпросните постове създава немалко трудности на неговите благодетели. Едно от антидогматичните му действия през последните години от живота му е да се включи в учредяването на Асоциацията на приятелите на Съветския съюз през 1933. От 1933 г. до смъртта си е директор на Испанската академия за изящните изкуства в Рим. През 1935 г. е избран за един от председателите на Първия международен конгрес на писателите за защита на културата, въпреки че не може да присъства на заседанията. По това време здравето му стремително се влошава и през 1935 г. той постъпва в болница. На 5 януари 1936 г., след като отказва религиозна подкрепа, писателят умира, в навечерието на Гражданската война.

## Значение на творчеството
Той обръща голямо внимание на литературния стил, като в произведенията си съчетава прочувствен поетичен език и горчива социална сатира. В тематично отношение има слабост към чувственото, загадъчното, мистичното, греховното, смъртта и други по-абстрактни теми. Представата му за човешкото съществуване включва неговата необяснимост, предопределеността и непрестанното усещане за опасност, присъщи на екзистенциалистите.
Първоначално неговият естетизъм е съзвучен с парнасизма, символизма, дендизма и декаденството, характерни с отдалечаване от реалността, автономизацията на творбата и изковаването на нови митове, които да отговарят на съвременната чувствителност. Обаче авторът постепенно се задълбочава в психологията на героите, които вече не са еднопланови типажи, и сюжетната динамика, която престава да бъде схематична, и все по-често се проявяват хуморът и иронията му.
Дълги години най-популярната част от творчеството му е драматургията и авторът е считан за един от най-изтъкнатите театрални новатори на Испания през ХХ век. В двата по-ясно открояващи се периода в драматургията му личи ясно преходът от абстрактната естетизирана проблематика към почти кинематографската образност на неговата сатира, пластичността и визуалното новаторство в духа на авангарда. Широкият спектър на похватите, които използва, започва от деликатната ирония, и – покрай заниманията му „есперпенто“ – преминава през изкривяването на реалността, за да стигнат до гротеската и абсурда.
През 80-те години на ХХ век постепенно започват да се преоткриват неговата поезия и кратката му художествена проза.
За най-значимо произведение обикновено се сочи „Тиранинът Бандерас“. Използването на импресионистичната метафора, новаторското разглеждане на времето и пространството и промяната на разказваческия фокус са допълнени от мозайка от преки и непреки цитати. Изящният стил съчетава книжовен и разговорен език, включително пословици, поговорки, диалектизми, архаизми и пр.

## Избрани произведения

### Театър
- Cenizas (1899) („Пепелища“)
- Águila de blasón (1907) („Гербов орел“)
- Romance de lobos (1908) („Вълчи романс“)
- Cara de plata (1923) („Сребърно лице“)
- El yermo de las almas (1908) („Пустинята на душите“)
- Cuento de abril (1910) („Априлска приказка“)
- La cabeza del dragón (1910) („Главата на дракона“)
- Voces de gesta (1911) („Гласове на славна песен“)
- El embrujado (1912, 1913) („Омагьосаният“)
- La marquesa Rosalinda (1912) („Маркиза Росалинда“)
- Divinas palabras. Tragicomedia de aldea (1919) („Божии слова. Селска трагикомедия“)
- Luces de bohemia (1920) („Светлини на бохемата“)
- Farsa de la enamorada del rey (1920) („Фарс на влюбената в краля“)
- Farsa y licencia de la Reina Castiza (1920) („Фарс и позволение на благородната кралица“)
- Los cuernos de don Friolera (1921, 1925) („Рогата на дон Фриолера“)
- La rosa de papel (1924) („Хартиена роза“)
- La cabeza del Bautista (1924) („Главата на Кръстителя“)
- Tablado de marionetas para educación de príncipes (1926) („Куклена постановка за поучение на принцове“)
- El terno del difunto (1926) („Костюмът на починалия“) (Забележка: „Заглавието може да се преведе и като „Ругатнята на починалия“.)
- Ligazón. Auto para siluetas (1926) („Връзка. Ауто за силуети“)
- La hija del capitán. Esperpento (1927) („Дъщерята на капитана. Есперпенто“)
- Sacrilegio. Auto para siluetas (1927) („Светотатство. Ауто за силуети“)
- Retablo de la avaricia, la lujuria y la muerte (1927) („Куклено представление за скъперничество, разврат и смърт“)
- Martes de carnaval. Esperpentos (1930) („Вторник на карнавала. Есперпенти“) (Забележка: Заглавието може да се преведе и като „Карнавални марсове“, по името на бога на войната Марс.)

### Романи
- La cara de Dios (1900) („Лицето на Бога“)
- Sonata de otoño (1902) („Есенна соната“)
- Sonata de estío (1903) („Лятна соната“)
- Sonata de primavera (1904) („Пролетна соната“)
- Flor de santidad (1904) („Цвете на святостта“)
- Sonata de invierno (1905) („Зимна соната“)
- Los cruzados de la Causa (1908) („Кръстоносци за каузата“)
- El resplandor de la hoguera (1909) („Отблясъкът на кладата“)
- Gerifaltes de antaño (1909) („Отколешни грабители“)
- Una tertulia de antaño (1909) („Отдавнашно тържество“)
- En la luz del día (1917) („В светлината на деня“)
- Tirano Banderas (1926) („Тиранинът Бандерас“)
- Fin de un revolucionario. Aleluyas de la Gloriosa (1928) („Краят на един революционер. Алелуя за Славната“)
- La corte de los milagros (1927) („Дворът на чудесата“)
- ¡Viva mi dueño! (1928) („Да живее моят стопанин!“)

- El trueno dorado (1936) („Позлатеният гръм“)

### Сборници с разкази
- Femeninas (1895) („Женствени“)
- Epitalamio (1897) („Епиталамий“)
- Jardín umbrío (1903) („Тъмната градина“)
- Corte de amor. Florilegio de honestas y nobles damas (1903/1908) („Любовен двор. Венец от почтени и благородни дами“)
- Cofre de sándalo (1909) („Сандалово ковчеже“)
- Flores de almendro (1936) („Бадемови цветчета“, събрани разкази)

### Поезия
- Aromas de leyenda (1907) („Легендарни ухания“)
- La pipa de Kif (1919) („Лулата с киф“)
- El pasajero. Claves líricas (1920) („Пътникът. Лирически ключове“)

### Есеистика
- „La lámpara maravillosa“ (1916) („Чудният фенер“, духовни упражнения)